# Dragonady

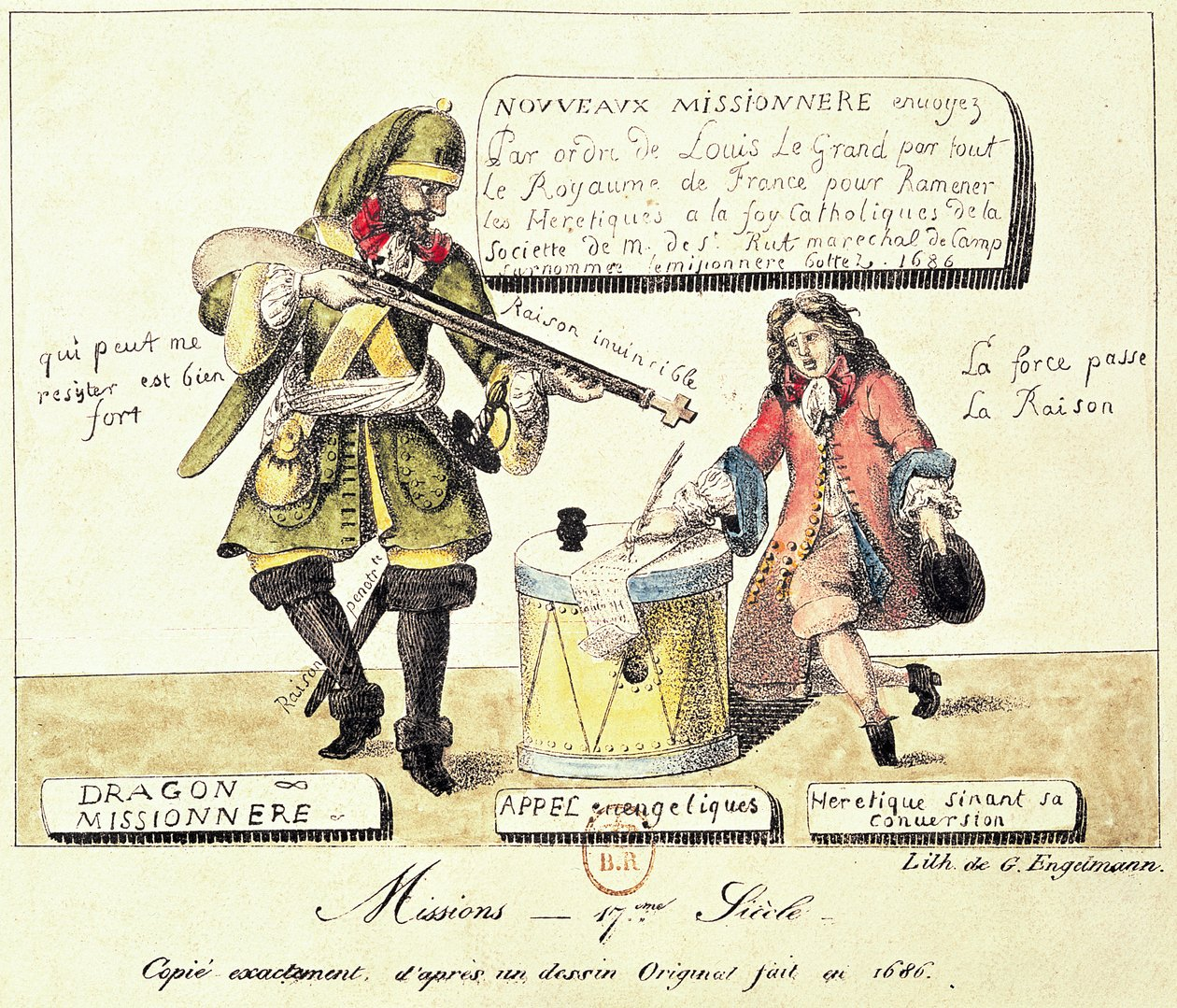
Dragońscy „misjonarze” według karykatury z drugiej połowy XVII wieku

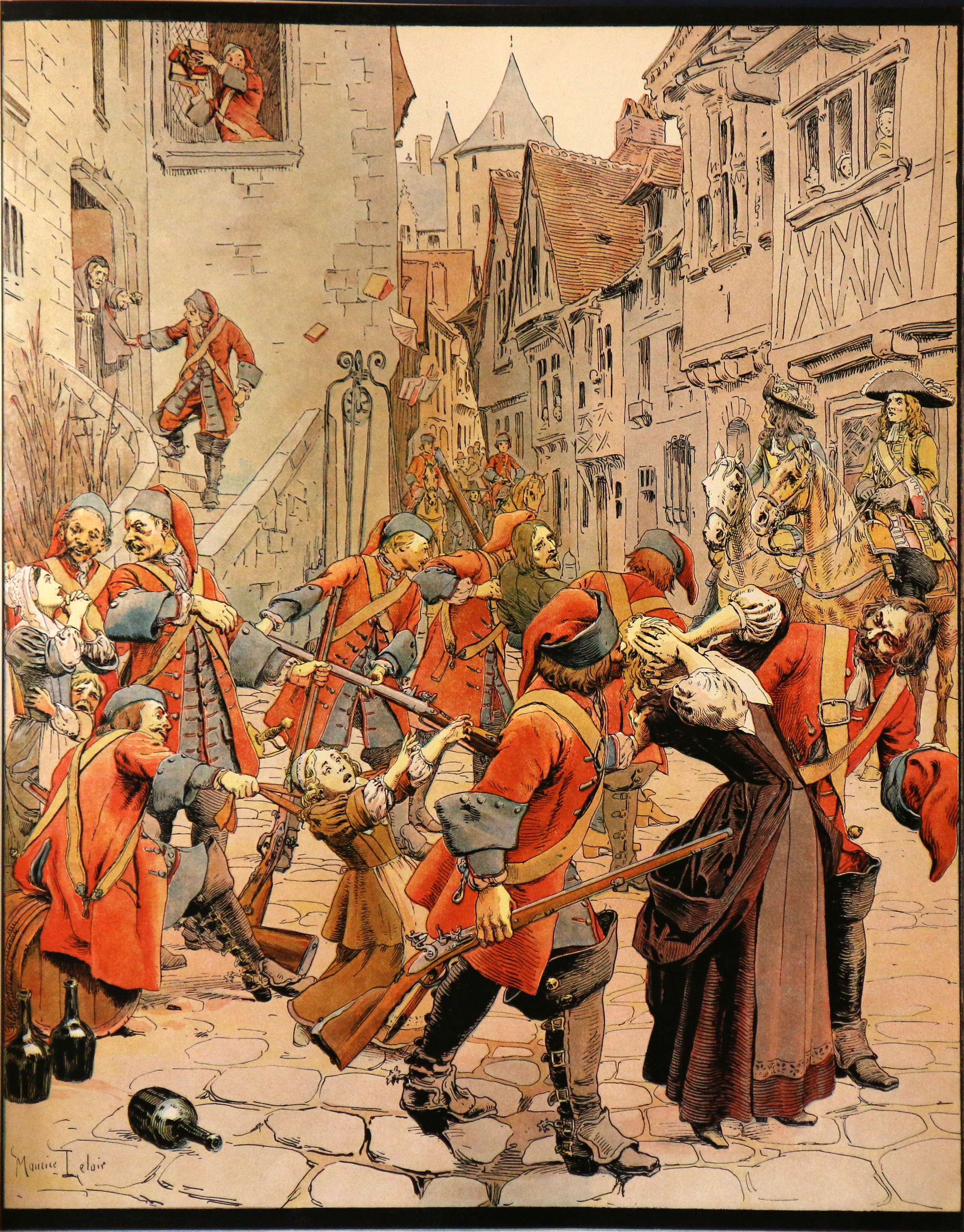
Maurice Leloir, Dragonady

Dragonady (fr. dragonnades) – wprowadzony przez króla Francji i Nawarry Ludwika XIV sposób terroryzowania rodzin hugenockich w celu zmuszenia ich do przejścia na katolicyzm. Polegały one na kwaterowaniu oddziałów dragonów w domach hugenockich, w których mieli dokonywać dewastacji i przez które mieli być utrzymywani. Używano w tym celu żołnierzy brutalnych, poinstruowanych, aby znęcać się nad tymi, do których ich posłano. Jednym ze sposobów nękania było bicie w bębny w nocy tak, aby nie dać zasnąć gospodarzom. Dokonywano także pobić, gwałtów, konfiskat i mordów.
Polityka „dragonad” Ludwika XIV (jej organizacją zajął się minister François Michel Le Tellier de Louvois) była tak brutalna, że doprowadziła do znacznego skurczenia się liczby protestantów we Francji, jeszcze nawet zanim przyznane im wcześniej w edykcie nantejskim prawa zostały cofnięte edyktem z Fontainebleau w roku 1685. Zniesienie edyktu nantejskiego spowodowało zamykanie i niszczenie szkół oraz kościołów hugenockich oraz dalsze nękanie (według poprzedniego wzorca) poprzez dragonów królewskich niewielu pozostałych we Francji, najbardziej „zatwardziałych” hugenotów. Większość z nich uciekła do krajów takich jak Anglia, Prusy, a także do Szwajcarii oraz Niderlandów. Prześladowania te spowodowały oburzenie w Anglii i powodowały protesty przeciwko nieludzkiemu traktowaniu hugenotów, których tysiące przybyło do ziemi angielskiej starając się o azyl. 
17 stycznia 1686 roku Ludwik XIV ogłosił, że populacja protestantów we Francji zmalała z około 800–900 tysięcy do zaledwie 1–1,5 tysięcy. Skutki jego kampanii okazały się jednak znacząco szkodliwe dla gospodarki Francji. Hugenoci, którzy uciekli z Francji, posiadali ważne umiejętności, takie jak wytwarzanie tkanin jedwabnych i produkcja zegarów czy optometria. Stanowili cenny nabytek dla gospodarki krajów, do których przybywali.